# Sotillo (Segòvia)
Sotillo és un municipi de la província de Segòvia, a la comunitat autònoma de Castella i Lleó.
| 1991 | 1996 | 2001 | 2004 |
| ---- | ---- | ---- | ---- |
| 32   | 49   | 37   | 38   |